# Stella Artois
Stella Artois (/ 'stɛlə ɑr'twɑː/) es una marca de cerveza lager de 5,0% grados alcohólicos, elaborada inicialmente en Lovaina, Bélgica, en 1366 como una cerveza para la temporada navideña (Stella, en latín, "estrella", por la estrella de Belén).

## Elaboración
Es elaborada en Bélgica (tanto en las plantas de Lovaina y Jupille), así como en otros países como en el Reino Unido, Australia y Ucrania. Gran parte de la Stella Artois exportada desde Europa es actualmente producida en la fábrica de cerveza de InBev en Bélgica, y envasado en la fábrica de cerveza Beck's en Bremen, Alemania y en las Islas Canarias (España) en las fábricas de Dorada y Tropical desde el 2018.

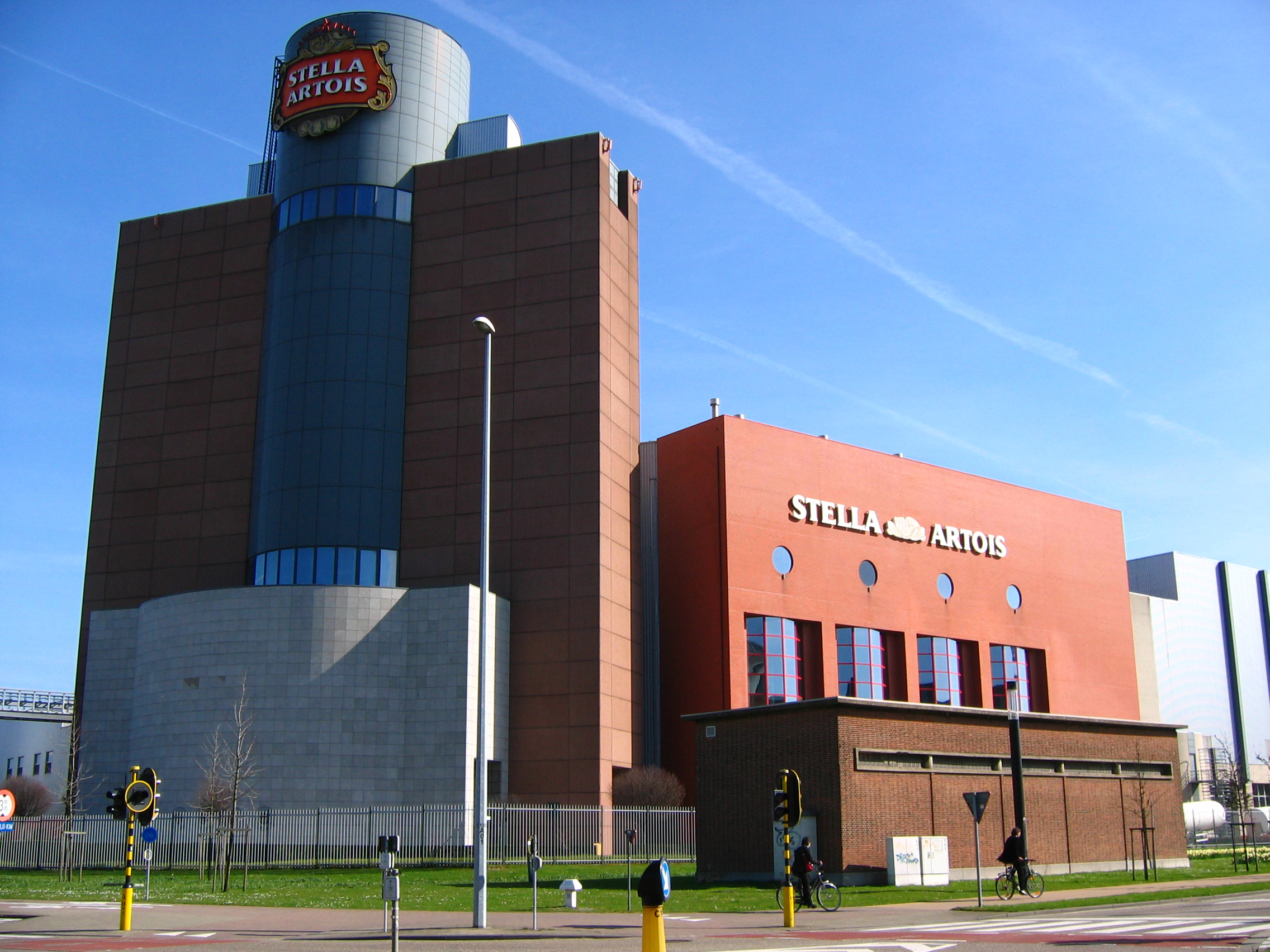
Fábrica de cerveza de Stella Artois en Lovaina.

El Año 1366 del logotipo de Stella Artois se refiere al origen de la cervecera en la ciudad de Lovaina. Los registros fiscales de 1366 de la ciudad mencionan la existencia de una fábrica de cerveza local llamada Den Hoorn, (Hoorn en neerlandés significa 'Cuerno' en español), como está representado en el logotipo en la etiqueta de la cerveza). El nombre Artois se acopló a la fábrica de cerveza en 1708, cuando Sebastián Artois logró el título de maestro cervecero. El marco que rodea el nombre de Stella Artois en la etiqueta se refiere al estilo tradicional de marco de la ventana que se encuentra en la arquitectura flamenca.

### Envases
Stella Artois está disponible en tiro (cerveza servida desde barril) y envasados en varios tamaños, botella de 275 ml, 284 ml botella, botella de 330 ml, lata de 440 ml, lata de 50cl, pinta conocida como "La Grande Bière" (568 ml ), botella de 660 ml, botella de 700 ml y una botella de 1 litro.

## Historia
En 1926, Stella Artois se lanzó inicialmente como una cerveza de temporada, especialmente para el mercado de las vacaciones de Navidad. Fue tal el éxito comercial de la marca que a partir de la Segunda Guerra Mundial se comercializa todo el año. La primera cerveza Stella Artois que se exportó al mercado europeo fue en 1930. En 1960, se produjeron 1 millón de hectolitros de Stella Artois. InBev abrió una nueva fábrica totalmente automatizada en Lovaina en 1993, y en 2006, el total de volumen de producción fue de más de 10 millones de hectolitros al año.
El actual paquete de diseño y forma de botella fue creado en 1988 por el difunto David Taylor, fundador de Taylorbrands. Inspirado por el original de la etiqueta de la botella. El diseño incorpora la bocina símbolo de la cervecería Den Horen y la fecha 1366 de la primera cerveza registrada en Lovaina. La etiqueta también muestra las medallas de excelencia concedidas a la fábrica de cerveza en una serie de exposiciones comerciales celebradas en Bélgica en los siglos XIX y XX. El nombre de Stella Artois está recubierto dentro de una "tarjeta", que fue influenciado por el estilo de la arquitectura flamenca de Lovaina.
En abril de 2016, comenzó a embotellarse Stella Artois en Chile por ABI, compañía que distribuye la cerveza en el país.

## Publicidad
Durante algún tiempo, el eslogan publicitario de Stella Artois en el Reino Unido era: "tranquilizadoramente cara". La televisión del Reino Unido realizó una serie de campañas de publicidad que se hicieron conocidas por su distintivo estilo al imitar el cine europeo y su leitmotiv, inspirado por La forza del destino, la ópera de Giuseppe Verdi. Las campañas se iniciaron con una serie de anuncios inspirados en la película Jean de Florette, dirigida por el dúo británico Anthea Benton y Vaughan Arnell, y luego en otros géneros, como películas de guerra, comedia muda e incluso del surrealismo (para los cuales el lema se cambió por el que decía "tranquilizadoramente elefantes"). Han utilizado a directores de cine como Jonathan Glazer, con el objetivo de retratar a la bebida en el contexto de la cultura europea sofisticada.
Durante el 2007, se eliminó el lema "tranquilizadoramente cara", y se evitó el uso de la palabra "Stella" en los anuncios. Esto ha sido visto como una reacción a la percepción de la lager en relación con los casos de agresión y alcoholismo en el Reino Unido, donde se le conoce popularmente con el apodo "la golpeadora de esposas".
En Bélgica, Stella Artois se promueve como Mijn Huis es waar mijn Stella Staat y Chez moi, c'est près de ma Stella ("Mi casa está donde esté mi Stella"). En ese país, Stella se vende como una cerveza regular y no goza de la reputación que tiene en el extranjero.[cita requerida]
En Australia, Foster's Group la elabora en Abbotsford, Melbourne, con la licencia de InBev.[cita requerida]
Stella Artois ha tenido una larga asociación con el cine. Se remonta a 1994 (en el Reino Unido), cuando se organizaron una serie de eventos y se convirtió en patrocinadora de películas del canal 4 de televisión y un sitio web. Más recientemente, la marca de cerveza adoptó la nueva identidad - Studio Artois. Stella Artois ha sido la patrocinadora principal en los festivales de Cannes y Sundance.[cita requerida]
En mayo del 2008, se realizó en el Reino Unido una campaña de publicidad que  presentaba informes que aseguraban que la cerveza Stella Artois está elaborada con cuatro ingredientes: lúpulo, malta de cebada, maíz y agua. Técnicamente, el proceso también utiliza otros agentes como, por ejemplo, levadura, para la fermentación.[cita requerida]
En el 2008, penetró en el mercado argentino, donde logró gran aceptación en el público y se consolidó como un producto recurrente en los comercios.
En Argentina es comercializada por Cerveza Quilmes
Durante el 2014, se inició la comercialización de la cerveza en México.[cita requerida]
Más recientemente, el actor Matt Damon, la organización water.organización y Stella Artois colaboraron en la presentación de anuncios que promueven la concientización de las dificultades a las que se enfrentan las comunidades humanas más pobres para conseguir el agua.[cita requerida]
Durante 2020,Stella Artois hace nuevos comerciales con los eslóganes "Pizza Artois" y "La Topetitud" con Donato De Santis.